# User interface style sheet language
Мова каскадних стилів користувацького інтерфейсу (User interface stylesheet language) — це мова програмування, що використовується в графічному інтерфейсі користувача. 
Зазвичай стилі, створені за її допомогою, використовуються для оформлення елементів користувацького інтерфейсу, що має відповідну розмітку, як у документах, основаних на розмітці XML.

## Приклади
- Використання CSS в інтерфейсі XUL від Mozilla
- Таблиці стилів Qt, що використовуються в KDE4